# ФИА пол трофеј
ФИА пол трофеј је награда коју ФИА од 2014. додељује такмичару формуле 1 који током сезоне освоји највише пол позиција. Први је освојио Нико Розберг 2014.